# Paralastor aequifasciatus
Paralastor aequifasciatus är en stekelart som beskrevs av Perkins 1914. Paralastor aequifasciatus ingår i släktet Paralastor och familjen Eumenidae. Inga underarter finns listade i Catalogue of Life.